# Caesars Head
Caesars Head ist ein als Census-designated place (CDP) eingestufter Ort im US-Bundesstaat South Carolina. Der Ort liegt im Greenville County und ist Teil der Metropolregion Upstate.
Das U.S. Census Bureau hat bei der Volkszählung 2020 erstmalig Caesars Head als eigenständigen CDP festgelegt und eine Einwohnerzahl von 84 ermittelt.

## Geografie
Der Ort liegt im nordwestlichen Greenville County am  U.S. Highway 276, 3 km südlich der Grenze zu North Carolina. Der 978 m (3208 Fuß) hohe Gipfel des Caesars Head befindet sich im westlichen Teil des CDP, und der Großteil der Wohnbebauung liegt im nordöstlichen Teil auf einer Höhe von 850 bis 980 m. Der restliche Teil des CDP liegt im Caesars Head State Park.
Die US 276 (Geer Highway) führt 24 km nach Norden nach Brevard, und 50 km nach Südosten nach Greenville.